# Luka Jović
Luka Jović (en serbi, Лука Јовић, pronunciació /lûːka jǒːʋitɕ/) (Loznica, 23 de desembre de 1997) es un futbolista serbi que juga com a davanter de l'AC Milan de la Serie A italiana.
Es internacional amb la selecció Sèrbia des de 2018.

## Trajectòria

### Inicis
A l'edat de cinc anys va començar a jugar a futbol a Loznica, Sèrbia. Poc després, va acceptar participar en un torneig a Belgrad, anomenat Mini Maxi, on jugaven nens entre quatre i dotze anys. Allà va destacar en gran manera des del seu primer partit, per la qual cosa el seu pare va començar a rebre diners per cobrir despeses de desplaçament. Presa Milićević, observador de l'Estrella Roja, el va descobrir en un dels partits i li va oferir incorporar-se al planter d'un dels equips més poderosos i històrics del país eslau. Així, Luka es va incorporar amb set anys al club blanc-i-vermell.

### F. K. Estrella Roja
El 28 de maig del 2014, Luka va ser convocat a un partit oficial per primera vegada en l'última jornada de la Superlliga de Sèrbia 2013-14. El seu equip, l'Estrella Roja de Belgrad havia de sumar punts per aconseguir el campionat, amb un empat o un triomf en tenia prou, però en perdien 3 a 2 i l'altre aspirant al títol, el seu màxim rival històric Partitzen, estava guanyant el seu partit, per la qual cosa si tot acabava així es quedarien amb el trofeu. Al minut 73, el tècnic Slaviša Stojanovič va donar entrada a Jović. Amb tres minuts en van tenir prou per rebre una passada, controlar la pilota amb el pit, encarar a l'àrea rival i definir amb una rematada creuada d'esquerra, que va col·locar el 3 a 3 final a l'Estadi Karađorđe del FK Vojvodina davant més de 7000 espectadors. Per tant, el seu equip va guanyar la lliga per només un punt de diferència sobre Partizan i a més, Jović es va convertir en el golejador més jove en la història del club (16 anys, 5 mesos i 5 dies) per davant de Dejan Stanković.
En la seva primera temporada completa al club serbi (2014-15) va aconseguir marcar sis gols, tots a partir del mes de març. D'altra banda, Jović va aconseguir un nou rècord en ser el futbolista més jove a jugar un derbi de Belgrad amb tot just 16 anys i nou mesos millorant el registre que havia establert Dejan Milovanović el 2001. A nivell internacional de clubs, el 2 de juliol de 2015, Jović va debutar al partit d'anada de la primera ronda de la Lliga Europa 2015-16, jugant els 30 minuts finals contra Kairat Almaty (derrota per 0 a 2). A la tornada van viatjar fins al Kazakhstan per disputar el matx, aquesta vegada va ser titular, però van perdre 2 a 1 i van ser eliminats de la competició. A la Superlliga de Sèrbia va tenir un gran inici en marcar tres gols a les primeres quatre jornades del campionat.El seu nom va començar a sonar per a diferents clubs, com Torino d'Italia i alguns d'Anglaterra. D'euros que van ser abonats a l'Apollon Limassol, que posseïa els drets del jugador segons va revelar Football Leaks.

### S.L. Benfica
Jović va ser presentat oficialment pel Sport Lisboa e Benfica el 2 de febrer de 2016. El seu contracte, fins al 2021, incloïa una clàusla de rescissió de 45 milions d'euros. El davanter va ser presentat amb el dorsal 35. Ràpidament, va ser inclòs a la plantilla per disputar la fase final de la Lliga de Campions. El seu debut amb el quadre lisboeta es va produir el 20 de març en un matx davant el Boavista que va acabar en victòria per 0 a 1. El 13 d'abril, va debutar a la Lliga de Campions. Va ser a la tornada de quarts de final contra Bayern de Múnic, tot i que només va jugar els últims minuts del partit. A la següent campanya disputaria només dos partits amb el primer equip, per la qual cosa se li va decidir buscar una sortida en forma de cessió.

### Eintrach de Frankfurt
Al juny de 2017 va ser cedit a l'Eintracht Frankfurt per dues temporades i una opció de compra de sis milions d'euros. Una gran ratxa golejadora en aconseguir quatre gols en quatre jornades consecutives de Bundesliga. També, el 18 d'abril va portar l'equip alemany a la final de la Copa d'Alemanya en marcar l'únic gol a la semifinal davant el Schalke 04 amb una rematada acrobàtica de taló. Tot i això, malgrat el gol tan important aconseguit, va romandre a la banqueta a la final guanyada contra el Bayern.
El 20 de setembre de 2018 va marcar el seu primer gol a la Lliga Europa a la victòria per 1 a 2 davant l'Olympique de Marsella amb un gol al minut 89. El 19 d'octubre va marcar cinc gols a la victòria per 7 a 1 davant el Fortuna Düsseldorf, cridant així l'atenció de grans clubs. Així, es va convertir en el futbolista més jove a marcar cinc gols en un partit de Bundesliga. vuitens de final de Lliga Europa davant del Football Club Internazionale (0-1).En l'eliminatòria de semifinals de Lliga Europa, davant el Chelsea, va marcar els dos gols del seu equip encara que van ser eliminats a la tanda de penals. Així, va acabar el torneig amb deu gols igualat amb Olivier Giroud. A la temporada 2018-19 va aconseguir marcar 17 gols amb 6 assistències a Bundesliga i a l'Europa League va marcar 10 gols en 11 partits, i on va ser nomenat com a tercer millor jugador del torneig.

### Reial Madrid C.F.
El 4 de juny de 2019, el Reial Madrid Club de Futbol va fer oficial la seva incorporació per a les següents sis temporades, i va ser presentat com a nou jugador a l'estadi Santiago Bernabéu una setmana després.
Partint com a suplent en atac de Karim Benzema i amb una lesió durant la pretemporada, va disposar de pocs minuts repartits en múltiples jornades que no li van permetre assolir el nivell mostrat a Alemanya. La planificació de la temporada de l'entrenador Zinédine Zidane va col·locar el davanter serbi com a jugador de rol, entre els suplents que havien de reforçar l'equip titular, i aquesta escassetat de minuts i influència en el joc va impedir que tingués oportunitats per marcar gols. Únicament va disputar els 90 minuts de partit el 25 de setembre davant del Club Atlètic Osasuna i va marcar el seu primer gol com a madridista el 30 d'octubre en una victòria per 5-0 davant del Club Deportivo Leganés, tots dos corresponents al campionat de lliga. Va tancar la primera meitat de la temporada amb únicament 434 minuts disputats de 2250 possibles, el dinovè jugador de camp en participació dels vint-i-tres disponibles de tota la plantilla.
Els seus números van millorar lleugerament a la segona meitat del curs tot i seguir sense tenir oportunitats a l'equip. Va aconseguir dues assistències, i posteriorment un gol més davant el CA Osasuna en els tres minuts de partit en què va participar. Els partits disputats van ser sempre com a suplent o va ser substituït, frenant així la seva progressió i adaptació, cosa que va provocar que el mateix jugador declarés no sentir-se identificat amb si mateix i la seva etapa recent d'Alemanya fruit de la frustració. En total va disputar 770 minuts de 4.410 possibles, equivalent a poc més de vuit partits dels 49 de la temporada de l'equip.
El 14 de gener de 2021 va ser cedit a l'Eintracht Frankfurt a causa de l'escassetat de minuts que va tenir al conjunt madrileny. Va marcar un doblet en el seu primer partit després de tornar a l'Eintracht contra el F. C. Gelsenkirchen-Schalke, i un altre més en el seu tercer partit contra l'Arminia Bielefeld. Tot i el seu bon començament, no va aconseguir ser titular a l'equip fins a mitjan temporada i no va aconseguir marcar novament fins tres mesos després, davant del VfL Wolfsburg. Sí que va tenir una regularitat de partits, el seu objectiu a curt termini, i va superar els seus registres de Madrid.
Després de tornar a la capital espanyola, i sota les ordres del nou entrenador Carlo Ancelotti, el jugador va obtenir la seva confiança per recuperar antigues i bones sensacions. Postulat com el recanvi del davanter titular Karim Benzema, va tenir participació en les primeres trobades del Campionat de Lliga 2021-22. Treballant per adaptar-se a un rol diferent a l'equip madrileny al que el va portar als seus millors registres a Alemanya —major incidència en el joc davant del de pur rematador a l'àrea—, va tenir els seus primers resultats en un partit de classificació per al Mundial de 2022 en marcar un gol amb la seva selecció.
El bon rendiment de Benzema, que va sumar els seus millors números des de la seva arribada al club, van impossibilitar una presència més gran de Jovic a l'equip, i com a suplent va sumar un total de quinze partits en la temporada en què va marcar un gol. Únicament va sumar una titularitat, ja amb el campionat vençut —trenc-cinquè dels blancs—, que no obstant no van influir en el seu esdevenir amb la selecció: dos gols en tres partits que van servir per obtenir dues victòries que van col·locar Sèrbia a un punt del lideratge del seu grup a la Lliga de Nacions.

### ACF Fiorentina
El 8 de juliol de 2022 es va desvincular del Reial Madrid i fou traspassat a l'ACF Fiorentina. En el seu debut en pretemporada va marcar quatre gols, en 45 minuts, en la victòria por 7-0 contra la Real Vicenza Società Sportiva Dilettantistica.

## Palmarès
Estrella Roja de Belgrad
- 1 Lliga sèrbia: 2013-14[3]

SL Benfica
- 2 Lligues portugueses: 2015-16,[3] 2016-17[3]

Eintracht Frankfurt
- 1 Copa alemanya: 2017-18[3]

Reial Madrid CF
- 1 Lliga de Campions de la UEFA: 2021-22[3]
- 2 Lligues espanyoles: 2019-20,[3] 2021-22[3]
- 2 Supercopes d'Espanya: 2020,[3] 2022[3]

AC Milan
- 1 Supercopa italiana: 2024[4]